# 畝火山口神社
畝火山口神社（うねびやまぐちじんじゃ、おむねやまじんじゃ）は、奈良県橿原市の畝傍山西麓にある神社である。俗に「お峯山」と呼ばれる。式内社で、旧社格は県社。
延喜式祝詞に記される大和国内の山口社6社（飛鳥・石村・忍坂・長谷・畝火・耳無）のうちの1社であり、臨時祭での祈雨神祭八十五座の1つである。

## 祭神
気長足姫命（神功皇后）・豊受比売命・表筒男命を祀り、神功皇后が応神天皇を出産した伝承により、安産の神として信仰されている。
他の山口神社の例や神社の性格から、本来の祭神は大山祇命であったとみられる。現在、大山祇命は末社・大山祇命神社に祀られている。

## 歴史
創始の由緒は不詳である。文献の初見は、『新抄格勅符抄』大同元年（806年）の神封一戸を寄せるという記述である。『日本三代実録』によれば、貞観元年（859年）正月27日条には正五位下の神階を授けられ、同年9月8日には祈雨のための奉幣使が遣わされている。延喜式神名帳では「大和国高市郡 畝火山口坐神社」と記載され、大社に列格、月次・新嘗の奉幣に預ると記されている。
元々畝傍山西麓にあり、文安3年（1446年）の『五郡神社記』には「畝傍山口神社、在久米郷畝火山西山尾」とあるが、天正年間の地図には畝傍山頂に記されており、文安から天正までの間に山麓から山頂に遷されたことになる。神社名は畝火坐山口神社より、江戸時代には「畝火明神」「畝火山神功社」とも呼ばれていた。
昭和15年（1940年）、畝傍山東麓の橿原神宮で大拡張工事が行われた際、橿原神宮や神武天皇陵を見下ろすのは皇国史観全盛期の時勢から「神威をけがす」として、日本政府より畝傍山西麓（現在地）に遷座するよう命じられた。この際、郷社から県社に昇格した。

## 神事
特殊神事として「埴土神事」がある。大阪の住吉大社で祈年祭（2月）と新嘗祭（11月）に用いる土器を作るための土を畝傍山頂で取る神事である。その際に、祭祀を行う者は当社に向かう前に河俣神社で装束を整えることが恒例となっている。

## 行事
- 1月1日 元旦祭
- 2月28日 祈年祭 - 御田植祭（おんだまつり）
- 4月16日 春季大祭 - だいだい祭り
- 7月28日 夏季大祭 - でんそそ祭り[3]
- 7月29日 大祓祭
- 12月3日 新穀感謝祭
- 毎月1日 月次祭、15日 誕生奉告祭